# Maía (chanteuse)
Mónica Andrea Vives Orozco, plus connue sous son nom de scène Maía, née en 1982 à Puerto Colombia, est une auteur-compositeur-interprète colombienne.

## Biographie
Mónica Andrea Vives Orozco naît et grandit à Puerto Colombia.
En 1998, à l'âge de seize ans, Mónica remporte le concours Colombia Suena Bien. À la suite de ce succès, elle sort son premier album El baile de los sueños.